# Elaine Padmore
Elaine Padmore (født 3. februar 1947 i Yorkshire) er en engelsk operainstruktør.
Hun blev i 1993 operachef på Det Kongelige Teater i København. Ansættelsen af en englænder med international erfaring var et naturligt led i et politisk ønske om at føre operaen i Danmark op på et internationalt niveau. Dette skete bl.a. ved ikke blot at synge på dansk, ved at invitere udenlandske instruktører, scenografer og dirigenter og ved at have fokus på udviklingen af danske sangere.
Da Elaine Padmore i 2000 udnævntes til chef på Royal Opera Covent Garden i London overtog operainstruktør Kasper Bech Holten posten.